# Modelo pentagonal de competencias emocionales
'El modelo pentagonal de competencias emocionales' es un modelo de competencias o habilidades emocionales planteado por Bisquerra Archivado el 3 de octubre de 2018 en Wayback Machine. (2009) en el que se estructuran en cinco grandes competencias o bloques: conciencia emocional, regulación emocional, autonomía personal, competencia social y habilidades de vida para el bienestar. Cada competencia incluida en el modelo se subdivide en una serie de microcompetencias.

## Componentes del modelo
El modelo pentagonal de competencias emocionales contiene los siguientes competencias y microcompetencias:
1. Conciencia emocional: Se define como la capacidad para tomar conciencia de las propias emociones y de las emociones de los demás, incluyendo la habilidad para captar el clima emocional de un contexto determinado. Dentro de este bloque se pueden especificar una serie de aspectos como los siguientes: Toma de conciencia de las propias emociones; Dar nombre a las emociones; Comprensión de las emociones de los demás; Tomar conciencia de la interacción entre emoción, cognición y comportamiento.
2. Regulación emocional: Es la capacidad para manejar las emociones de forma apropiada. Supone tomar conciencia de la relación entre emoción, cognición y comportamiento; tener buenas estrategias de afrontamiento; capacidad para autogenerarse emociones positivas, etc. Las microcompetencias que la configuran son: Expresión emocional apropiada; Regulación de emociones y sentimientos; Habilidades de afrontamiento; Competencia para autogenerar emociones positivas;
3. Autonomía emocional: se puede entender como un concepto amplio que incluye un conjunto de características y elementos relacionados con la autogestión personal, entre las que se encuentran la autoestima, actitud positiva ante la vida, responsabilidad, capacidad para analizar críticamente las normas sociales, la capacidad para buscar ayuda y recursos, así como la autoeficacia emocional. Como microcompetencias incluye las siguientes: Autoestima; Automotivación; Autoeficacia emocional; Responsabilidad; Actitud positiva; Análisis crítico de normas sociales; Resiliencia.
4. Competencia social: es la capacidad para mantener buenas relaciones con otras personas. Esto implica dominar las habilidades sociales básicas, capacidad para la comunicación efectiva, respeto, actitudes prosociales, asertividad, etc. Las microcompetencias que incluye la competencia social son las siguientes: Dominar las habilidades sociales básicas; Respeto por los demás; Practicar la comunicación receptiva;Practicar la comunicación expresiva; Compartir emociones; Comportamiento prosocial y cooperación; Asertividad; Prevención y solución de conflictos; Capacidad para gestionar situaciones emocionales.
5. Competencias para la vida y el bienestar: Son la capacidad para adoptar comportamientos apropiados y responsables para afrontar satisfactoriamente los desafíos diarios de la vida, ya sean personales, profesionales, familiares, sociales, de tiempo libre, etc. Las competencias para la vida permiten organizar nuestra vida de forma sana y equilibrada, facilitándonos experiencias de satisfacción o bienestar. Como microcompetencias se incluyen las siguientes: Fijar objetivos adaptativos; Toma de decisiones; Buscar ayuda y recursos; ciudadanía activa,participativa, crítica,  responsable  y comprometida; Bienestar emocional; Fluir.